# Neuville-sur-Touques
Neuville-sur-Touques – miejscowość i gmina we Francji, w regionie Normandia, w departamencie Orne.
Według danych na rok 1990 gminę zamieszkiwało 208 osób, a gęstość zaludnienia wynosiła 14 osób/km² (wśród 1815 gmin Dolnej Normandii Neuville-sur-Touques plasuje się na 678. miejscu pod względem liczby ludności, natomiast pod względem powierzchni na miejscu 245.).